# NGC 7591
NGC 7591 је спирална галаксија у сазвежђу Рибе која се налази на NGC листи објеката дубоког неба.
Деклинација објекта је + 6° 35' 10" а ректасцензија 23h 18m 16,2s. Привидна величина (магнитуда) објекта NGC 7591 износи 13,0 а фотографска магнитуда 13,8. Налази се на удаљености од 68,354 милиона парсека од Сунца. NGC 7591 је још познат и под ознакама UGC 12486, MCG 1-59-38, CGCG 406-53, IRAS 23157+0618, PGC 70996.